# Jagdgeschwader 7 »Nowotny«
Jagdgeschwader 7 »Nowotny« (dobesedno slovensko: Lovski polk 7 »Nowotny«; kratica JG 7) je bil lovski letalski polk (Geschwader) v sestavi nemške Luftwaffe med drugo svetovno vojno.

## Organizacija
- štab
- I. skupina
- II. skupina
- III. skupina
- IV. skupina

## Vodstvo polka
Poveljniki polka (Geschwaderkommodore)
- Oberstleutnant Johannes Steinhoff: 1. januar 1944
- Major Theodor Weissenberger: 1. januar 1945
- Major Rudolf Sinner (v.d.): 19. februar 1945